# Pan de cerveza

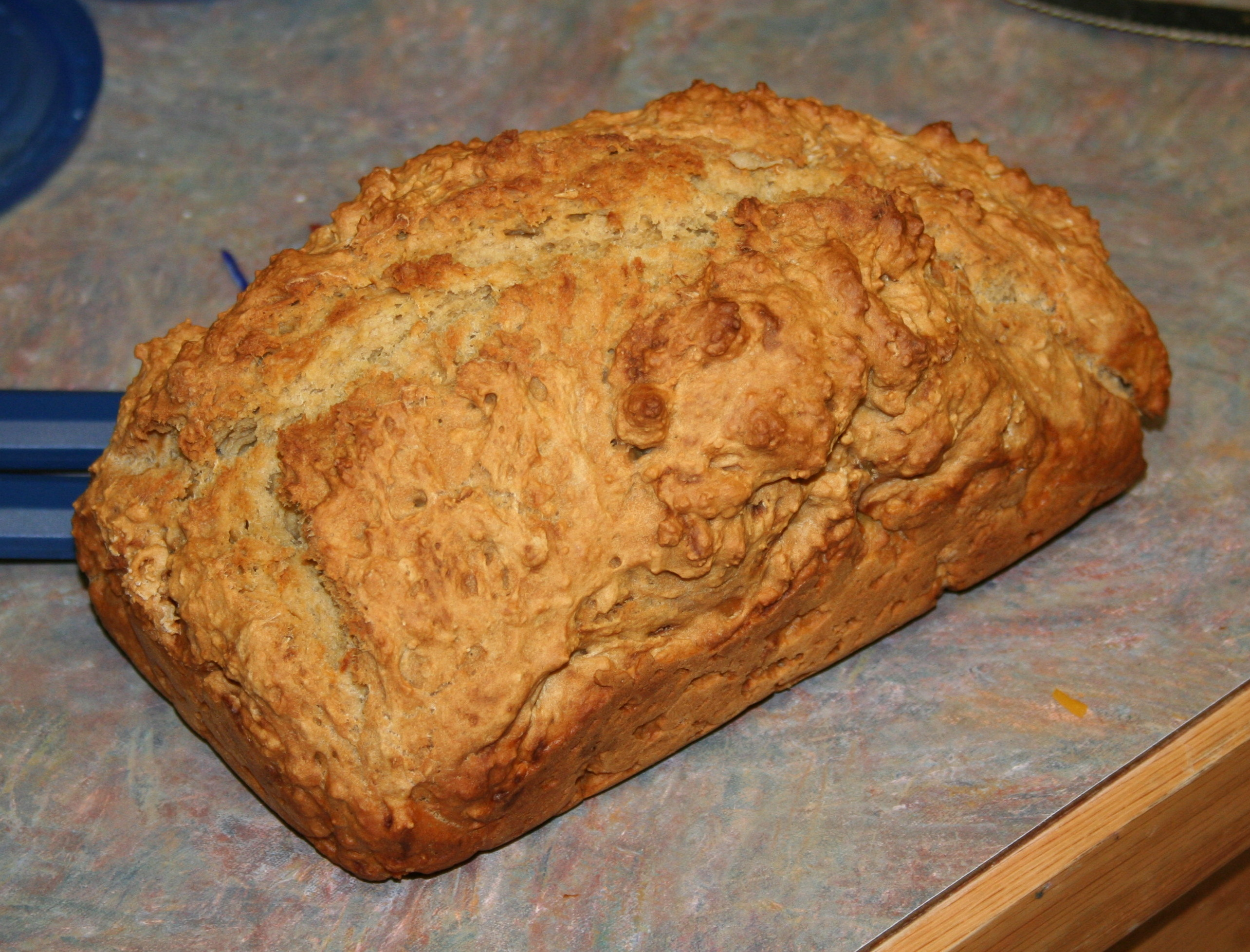
Una pieza de pan de cerveza.

El pan de cerveza es una receta basada en la idea de que tanto la cerveza como el pan tienen un proceso de elaboración común: se usa levadura para transformar el azúcar en alcohol, que en el caso del pan se cuece; por lo que la incorporación de cerveza aportaria en mayor o menor medida igualmente levaduras al proceso de preparación del pan.
El pan de cerveza puede elaborarse fácilmente con harina, cerveza (idealmente sin filtrar) y azúcar. 
El pan de cerveza es muy resistente y tiende a conservar la humedad cuando se cuece en exceso, consiguiéndose solo en tal caso una corteza más gruesa.
Pueden obtenerse distintos tipos de pan de cerveza mediante el empleo de diferentes variedades de cerveza (sin filtrar) o malta de cebada. Por ejemplo, una cerveza negra dará un pan más oscuro con un sabor más fuerte. Usar una cerveza con sabor añadido hará que se obtenga un pan con un sabor parecido, pero menos intenso.